# Quart Creixent (grup)
Quart Creixent és un grup de música tradicional mallorquí que, d'ençà d'abril de 2001, sona arreu de l'Illa tractant de recuperar temes populars alhora que innovar amb cançons que suposin una aportació i renovació en l'àmbit de la música tradicional mallorquina, així com una ajuda per a mantenir i difondre-la.

## Discografia
- A trenc d'auba (autoedició, 2001)[2]
- Records de Bartomeu Calatayud (Blau, 2002)[2]
- Dos colors (Blau, 2005)[2]